# Emsländische Volksbank
Die Emsländische Volksbank eG ist eine deutsche Genossenschaftsbank im Landkreis Emsland (Niedersachsen). Die Bank fusionierte im Jahre 2021 mit der Volksbank Lingen und verlegte ihren juristischen Sitz von Meppen nach Lingen (Ems).

## Geschichte

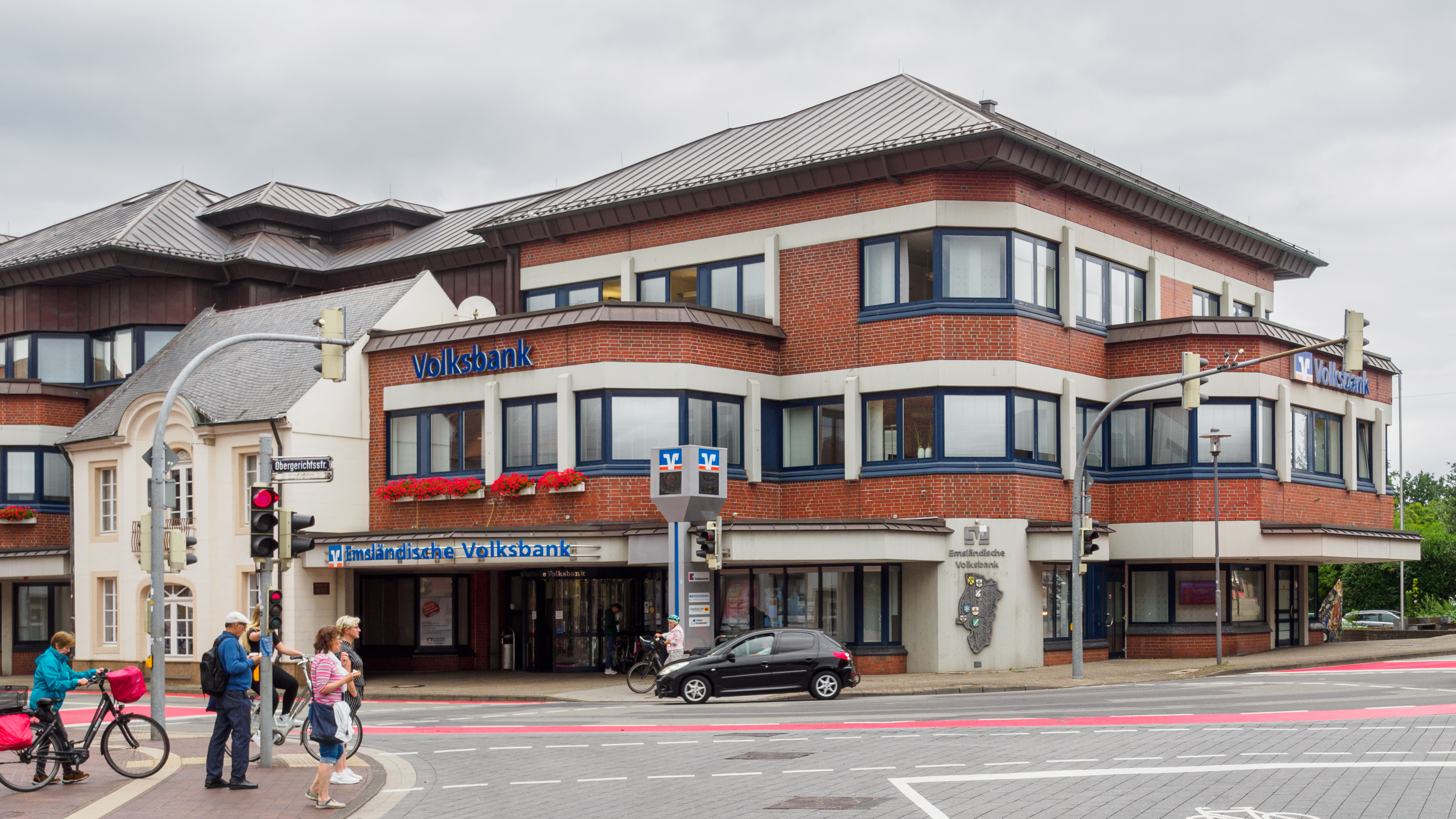
Emsländische Volksbank in Meppen

Die Emsländische Volksbank eG ist aus der 1922 gegründeten Emsländischen Bauernbank eG und der 1899 gegründeten Volksbank Meppen eG hervorgegangen. Nachdem die Bank 1970 in Emsländische Volksbank eG umbenannt wurde, fusionierte sie 1975 mit der Spardaka Haren eG. Weitere Fusionen folgten zwischen 2000 und 2004. Die Bank verschmolz mit der Raiffeisenkasse Wesuwe eG, der Raiffeisenkasse Twist eG, der Volksbank Dörpen eG sowie der Aschendorfer Bank eG. 2021 fusionierte sie schließlich mit der Volksbank Lingen eG. Anfang 2023 nahm die Außenstelle in Haren ein neues Gebäude in Betrieb.

## Rechtsgrundlagen
Rechtsgrundlagen der Bank sind ihre Satzung  und das Genossenschaftsgesetz. Die Organe der Genossenschaftsbank sind der Vorstand, der Aufsichtsrat und die Vertreterversammlung. Die Bank ist der BVR Institutssicherung GmbH und der Sicherungseinrichtung des Bundesverbandes der Deutschen Volksbanken und Raiffeisenbanken e.V. angeschlossen.

## Gesellschaftliches Engagement
2021 spendete die Volksbank 157.000 Euro zur Unterstützung und Förderung sozialer Projekte in der Region. Im Jahr 2023 spendete die Bank rund 140.000 Euro aus dem Reinerlös der VR-Gewinnspargemeinschaft an 110 soziale und kulturelle Einrichtungen sowie Vereine in der Region. 2024 förderte sie mit 155.000 Euro soziale Projekte in der Region.
Unter dem Titel „Eine Bank voller Kunst“ initiiert und realisiert die Emsländische Volksbank eG seit 1995 jährlich eine Kunstausstellung. Namhafte Künstler stellen dabei ihre Werke in der ehemaligen Hauptstelle der Bank in Meppen aus. Zu ihnen gehörten Feodor Szerbakow, Ton Schulten, Otmar Alt, Gigi Banini und Dagmar Glemme (Weg der Steine). 2015 stand die Ausstellung des Künstlers Wulf Reinshagen unter dem Titel „Horizonte“.

## Heylscher Saal
Bei den Abbrucharbeiten im Zuge des Neubaus der Emsländischen Volksbank eG stieß man Ende der 1970er Jahre in Meppen auf den Heylschen Saal, dessen Stuckdecke wegen einer Zwischendecke jahrelang verborgen blieb. Das Haus Heyl wurde im Jahre 1809 für den herzoglich Arenbergschen Kammerrat Anton Heyl gebaut, den von der damaligen französischen Besatzungsmacht eingesetzten Präfekten des damaligen Bezirks. Auf Initiative mehrerer Bürger bewirkte das Amt für Denkmalpflege in Osnabrück den Erhalt dieses Raumes. Der Heylsche Saal wird heute von dem Gebäude der Emsländischen Volksbank eG eingebettet und stellt eine Sehenswürdigkeit der Stadt Meppen dar.